# David Boon
David Clarence Boon, MBE, a veces llamado Boony (nacido el 29 de diciembre de 1960 en Launceston) es un exjugador de críquet australiano de las décadas de 1980 y 1990. Boon anotó más de 7.000 carreras en el nivel Test Cricket e hizo más de 100 apariciones tanto para Test Crieckt como para el equipo. australiano One Day International.